# Fedrizzioidea
Super-famille
Les Fedrizzioidea Trägårdh, 1937 sont une superfamille d’acariens de la cohorte des Antennophorina. Elle est composée de quatre familles.

## Classification
- Fedrizziidae Trägårdh, 1937
- Klinckowstroemiidae Trägårdh, 1950
- Paramegistidae Trägårdh, 1946
- Promegistidae Kethley, 1977